# USS Chafee (DDG-90)
El USS Chafee (DDG-90) es un destructor de la clase Arleigh Burke de la Armada de los Estados Unidos. Fue puesto en gradas en 2001, botado en 2002 y asignado en 2003.

## Construcción

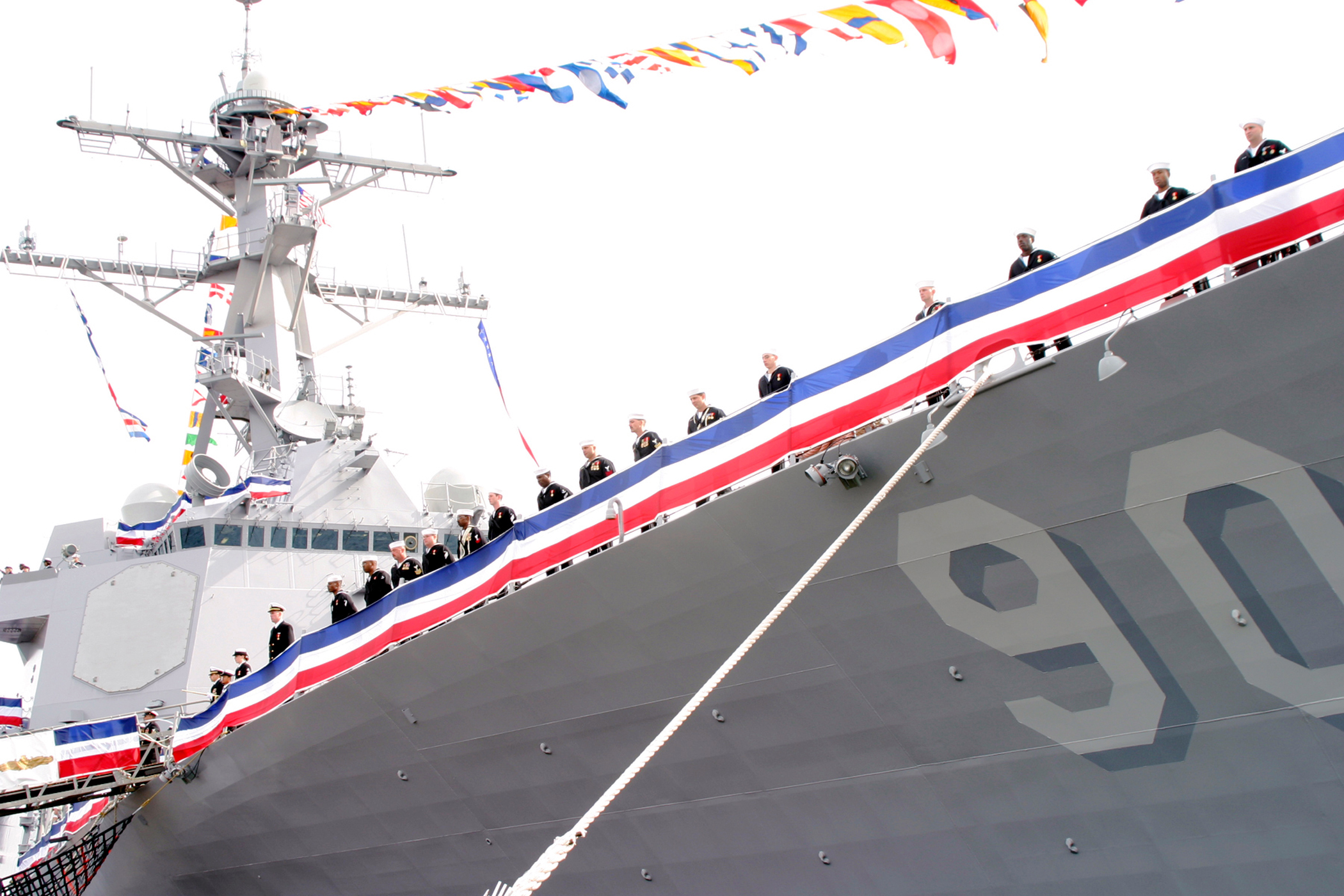
Botadura del USS Chafee (DDG 90)

Fue puesto en gradas el 12 de abril de 2001 en el Bath Iron Works, botado el 2 de noviembre de 2002 y asignado el 18 de octubre de 2003. Fue bautizado USS Chafee en honor a John H. Chafee, senador y 60.º secretario de la Armada.

## Historial de servicio

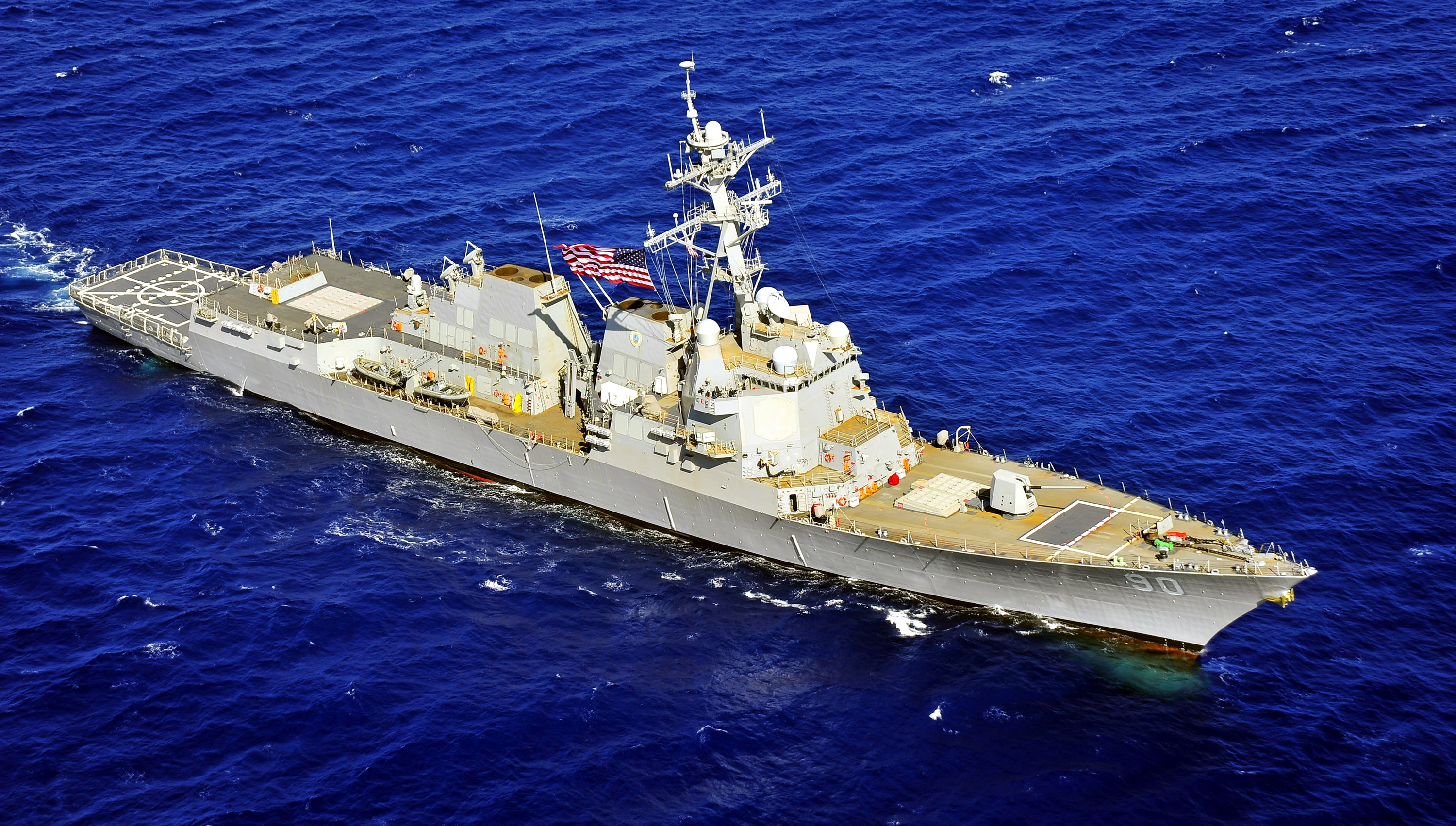
Vista aérea del USS Chafee (DDG-90), año 2014.

El USS Chafee fue comisionado en la base naval de Newport, Rhode Island, el 18 de octubre de 2003.